# Санкции в связи со вторжением России на Украину (8 пакет)
Восьмой пакет санкций в связи со вторжением России на Украину был принят с 6 октября по 15 декабря 2022 года за вторжение на Украину.

## Хронология

### 6 октября 2022 года
ЕС ввёл 8-й пакет санкций, он включает:
- запрет компаниям обслуживать криптокошельки россиян[1]
- запрет на предоставление России финансовых услуг, консультаций в области информационных технологий и некоторых других бизнес-услуг[2]
- запрет на предоставление правительству России или юридическим лицам, зарегистрированным в России следующих услуг: ИТ-консультации, юридические консультации, архитектурные и инженерные услуги[2]
- запрет европейским гражданам занимать должности в руководящих органах российских госкомпаний[1][2]
- запрет на все операции с Российским морским регистром судоходства[2]
- сохранение запрета на транспортировку российской нефти с декабря 2022 года и нефтепродуктов российского происхождения (с февраля 2023 года) в третьи страны, а также предоставление связанных с ней финансовых и иных услуг[2]
- потолок цен на российскую нефть: если нефть и нефтепродукты из РФ куплены дешевле установленной цены, европейским операторам будет разрешено перевозить её. Сама эта цена будет установлена отдельно[2]
- запрет на импорт из России товаров на общую сумму в 7 млрд евро, в том числе на ввоз из РФ готовой продукции из стали, техники, транспортных средств, некоторых химикатов, одежды, кожи, керамики и ювелирной изделий[2]
- запрет на импорт из России оружия и его компонентов[1]
- запрет на экспорт в Россию некоторых электронных компонентов, которые используются в оружейной промышленности, технических изделий, некоторых химических веществ, угля, включая коксующийся уголь, а также товаров, используемых в авиационном секторе[1][2]
- запрет россиянам иметь криптоактивы в странах ЕС, независимо от объёма[2]
- санкции против 30 физических лиц, включая: главу ЦИК Эллу Памфилову и её заместителя Николая Булаева, политолога Александра Дугина, замглавы Минобороны Николая Панкова, первого замминистра обороны Руслана Цаликова, заместителей министра обороны Тимура Иванова, Геннадия Жидко, Юрия Садовенко и Юнус-Бек Евкурова, генерала армии Дмитрия Булгакова, командующего 41-й общевойсковой армией Центрального военного округа генерал-майора Сергея Рыжкова и замдиректора ФСБ России Владимира Кулишова, основного владельца концерна «Калашников» Алана Лушникова, директора Федеральной службы по военно-техническому сотрудничеству (ФСВТС) Дмитрия Шугаева и главу «Техмаша» Александра Кочкина, артистов Юлию Чичерину, Николая Расторгуева и Олега Газманова[3]
- санкции против 7 юридических лиц, включая: ЦИК России, «Гознак», АО «НПО „Сплав“ им. А. Н. Ганичева», Московский машиностроительный завод «Авангард», авиастроительную корпорацию «Иркут», машиностроительное конструкторское бюро «Факел» им. академика П. Д. Грушина, завод им. В. А. Дегтярева[3]
- новое условие для внесения в санкционные списки: теперь под ограничения смогут попасть те, кто способствует обходу введенных против России санкций[2]

Географически санкции распространяться не только на территорию России, но и на оккупированные Донецкую, Луганскую, Херсонскую и Запорожскую области
Норвегия ввела ограничения на посещение её портов российскими рыболовными судами — российским судам разрешается посещать только три из нескольких десятков портов вдоль норвежского побережья и они должны будут проходить проверку безопасности.

### 7 октября 2022 года
Япония ввела санкции против 9 организаций и 81 человек, среди которых пророссийские сепаратисты на востоке и юге Украины, высокопоставленные правительственные чиновники и организации, связанные с военными.

### 8 октября 2022 года
Египет отложил планы по использованию российской платежной системы «Мир» на своих курортах и в отелях из-за опасений возможных санкций США.

### 11 октября 2022 года
Новая Зеландия:
- ввела санкции против 75 граждан России, среди которых: председатель правления «Газпромбанка» Андрей Акимов, бывший президент «Лукойла» Вагит Алекперов, гендиректор «Газпром нефти» Александр Дюков, гендиректор «Рособоронэкспорта» Александр Михеев, глава «Новатэка» Леонид Михельсон, руководитель «Норникеля» Владимир Потанин, гендиректор «Росатома» Алексей Лихачев, председатель совета директоров Evraz Group Александр Абрамов, «глава» оккупационного правительства Запорожской области Антон Кольцов, «зампред» «правительства» Херсонской области Владимир Беспалов, а также ряд чиновников из так называемых «ДНР», «ЛНР», Херсонской и Запорожской областей[8]
- ввела санкции против PR-агентства «ИМА-консалтинг», предприятия «Гознак»[8], компании Evraz[9]
- запретила продавать в Россию свои морепродукты, вино, предметы роскоши[8], а также производственное оборудование для нефтегазовой отрасли[10]
- запретила импортировать из России нефтепродукты, газ, уголь, водку и икру[8]
- продлила действие 35 % пошлины на российский импорт, срок действия которой должен был закончиться в следующем месяце, до 2025 года[10].

### 12 октября 2022 года
Украина ввела новые санкции сроком на 10 лет против украинского олигарха времен Януковича Сергея Курченко, самого Виктора Януковича, российского олигарха Олега Дерипаски и министра обороны Украины времен Януковича Павла Лебедева.
Швейцария ввела санкции против 30 человек и 7 организаций, а также распространила ограничения, уже применяемые к оккупированным Россией территориям Донецкой и Луганской областей Украины, на территории Запорожской и Херсонской областей, которые временно не находится под контролем украинского правительства.

### 13 октября 2022 года
Албания, Босния и Герцеговина, Исландия, Лихтенштейн, Норвегия, Северная Македония, Украина и Черногория присоединились к восьмому пакету санкций ЕС от 6 октября. Грузия присоединилась только к распространению санкций на территории оккупированных Донецкой, Луганской, Херсонской и Запорожской областей. Украина также запретила осуществление публичных закупок в компаниях, которые связаны с Российской Федерацией, Республикой Беларусь и резидентами этих стран.
Шри-Ланка заявила, что не имеет возможности в настоящее время подтвердить запрос на функционирование российской карточной системы «Мир» в своей банковской системе в связи с санкциями США в отношении данной карточной системы.

### 14 октября 2022 года
США выпустили руководство, в котором четко указали, что готовы и могут ввести санкции против людей, компаний или стран, которые поставляют боеприпасы России или поддерживают российский военно-промышленный комплекс. Также они выпустили официальное предупреждение, «с изложением наших возможных действий против российского военно-промышленного комплекса, и рисков для тех, кто оказывает материальную поддержку российскому вторжению в Украину».
Украина прекратила действие межправительственного протокола между с Россией по реализации соглашения о реэкспорте товаров.

### 17 октября 2022 года
Канада ввела санкции в отношении 34 российских журналистов, актёров и телеведущих, а также российского государственного телеканала «Звезда».

### 19 октября 2022 года
Украина прекратила сотрудничество с Беларусью в сфере молодёжной политики и спорта.

### 20 октября 2022 года
Украина ввела санкции против 2507 физических и 1374 юридических лиц, среди которых: Роман Абрамович, дочь президента РФ Владимира Путина Екатерина Тихонова, Альфа-Банк и связанный с ним ряд компаний, Российский фонд прямых инвестиций, Ростелеком, РусГидро, Алроса, Росгосстрах, связанные с ВТБ и Сбербанком страховые и финансовые компании, РТС-холдинг, Согаз, Управление делами президента РФ и спецавиотряд Россия, Казанский вертолётный завод и Адмиралтейские верфи, Камаз, Гражданские самолёты Сухого. Также они были введены против белорусских (Государственный военно-промышленный комитет Беларуси, белорусские ОКБ ТСП и Оборонные инициативы, Белспецвгештехника) и хорватских (T.G.A. D.O.O. za Trgovinu i Usluge и Katina D.O.O.) юрлиц. Санкции включают 17 ограничительных мер: от блокирования активов и полного прекращения торговых операций и транзита ресурсов до остановки выполнения экономических и финансовых обязательств, аннулирования или остановки лицензий. Среди ограничений также запрет участия в приватизации, публичных и оборонных закупках, совершение сделок с ценными бумагами, запрет увеличения размера уставного капитала связанных компаний (с долей от 10 %), введение дополнительных мероприятий в сфере экологического, санитарного, фитосанитарного и ветеринарного контроля, прекращение действия торговых соглашений и совместных проектов.
Австралия:
- продлила 35-процентную пошлину на импорт российских и белорусских товаров до октября 2023 года
- поручила экспортному кредитному агентству страны Export Finance Australia отклонять любые запросы на получение кредитов или другого финансирования для поддержки торговли или инвестиций в Россию или Беларусь.

США ввели санкции в отношении гражданина России Юрия Орехова и двух принадлежащих ему компаний, Nord-Deutsche Industrieanlagenbau GmbH и Opus Energy Trading LLC.
ЕС ввел санкции в отношении трех высокопоставленных офицеров иранской армии, а также предприятия производителя дронов-камикадзе Shahed 136 за их поставку России.
Великобритания также ввела санкции против компании Shahed Aviation Industries и троих иранских военных чиновников — начальника штаба Вооружённых сил Ирана генерал-майора Мохаммада Хоссейни Багери, командующего Аэрокосмическим корпусом Стражей исламской революции Саеда Агаджани и ответственного за логистику в иранском Минобороны Ходжатолы Гореиши.

### 21 октября 2022 года
Группа разработки финансовых мер борьбы с отмыванием денег (FATF) ввела новые ограничения против России:
- запретила ей участвовать в текущих и будущих проектах FATF
- запретила участвовать в заседаниях региональных органов по типу FATF в качестве члена FATF
- все юрисдикции должны проявлять бдительность в отношении возникающих рисков в результате обхода мер, принятых против России, в целях защиты международной финансовой системы.

### 25 октября 2022 года
Киргизский государственный «Айил-банк» временно прекратил обслуживать кредитные карты российской платежной системы «Мир». В дальнейшем регулятор Киргизии не позволил в полной мере заменить доллары США сомами при товарообороте с Россией.

### 26 октября 2022 года
США ввели санкции против:
- 9 человек из Молдавии, среди которых: Игорь Чайка — сын бывшего генпрокурора РФ Юрия Чайки; певица Жасмин (Сара Шор); политик Илан Шор; политик и олигарх Влад Плахотнюк;
- 12 организаций из Молдавии, среди которых: АО «Национальная инжиниринговая компания», ООО «Золотой Век» и ООО «Агро-регион».

Албания, Босния и Герцеговина, Исландия, Лихтенштейн, Норвегия, Северная Македония, Украина и Черногория присоединились к санкциям ЕС против причастных к поставкам иранских дронов России, введённым 20 октября.

### 27 октября 2022 года
Эстония лишила всех, кто не имеет эстонского гражданства и гражданства государств — членов ЕС и НАТО, права на оружие с 1 декабря. Данное решение коснется проживающих в республике 683 граждан других стран, в основном России и Беларуси, а также 595 лиц без гражданства.

### 28 октября 2022 года
Канада ввела санкции против:
- 6 российских компаний, среди которых: «Лукойл», «Трансойл» и «Согаз»
- 35 граждан России, среди которых: вице-премьеры Александр Новак и Денис Мантуров, министр энергетики Николай Шульгинов, председатель совета директоров «Газпрома» Виктор Зубков, официальный представитель «Газпрома» Сергей Куприянов, члены правления «Газпрома» Игорь Шаталов, Ирина Коробкина и Кирилл Полоус, а также ректор РАНХиГС Владимир Мау.

Польша отменила процедуру упрощенного трудоустройства для россиян.

### 31 октября 2022 года
Новая Зеландия ввела санкции против:
- 14 человек, список которых включает «руководителей и акционеров компаний, которые конструируют и производят ракеты и огнестрельное оружие, а также членов неонацистских вооруженных группировок, связанных с наемниками „группы Вагнера“»
- российских «дезинформационных» агентств, среди которых информационное агентство «ИнфоРос» и базирующийся в аннексированном Крыму портал NewsFront.

Сингапур обязал криптовалютные биржи, имеющие лицензию на работу в государстве, соблюдать финансовые санкции против России.

### 1 ноября 2022 года
Молдавия ввела санкции в отношении лиц, включенных в список санкций США от 26 октября 2022 года.

### 2 ноября 2022 года
Великобритания:
- ввела санкции против российских олигархов Александра Фролова, Айрата Шаймиева, Александра Абрамова и Альберта Шигабутдинова[39]
- расширила запрет на импорт золота: не разрешен ввоз и приобретение золота и сопутствующих услуг, связанных с этим металлом; также запрещен ввоз золота, которое было переработано в третьей стране, но содержит металл российского происхождения. Ограничения не касаются драгоценностей для личного пользования[40]
- расширила ограничения на импорт продовольственных товаров: напитков, спиртных напитков, уксуса, пищевых отходов[40].

Швейцария присоединились к санкциям ЕС против причастных к поставкам иранских дронов России, введённым 20 октября.

### 10 ноября 2022 года
США лишили Россию статуса страны с рыночной экономикой.

### 11 ноября 2022 года
Украина разовала соглашения с Россией о сотрудничестве в области геодезии, картографии, кадастра и дистанционного зондирования Земли, о взаимном обмене топографо-геодезическими, картографическими и аэрокосмическими материалами и с Беларусью о взаимодействии в области геодезии, картографии и дистанционного зондирования Земли.

### 14 ноября 2022 года
США:
- ввели санкции против 14 человек, среди которых: два сотрудника Milur SA — гражданин Швейцарии Жак Паше (Jacques Pasche) и гражданин Эстонии и Швейцарии Хольгер Ленг (Holger Leng), а также гендиректор компании Михаил Павлюк; члены семьи члена СФ РФ от Дагестана Сулеймана Керимова: его жена Гульнара, сын, две дочери, а также племянник — Нариман Гаджиев, гражданин России, проживающий в Швейцарии; бизнесмены, управляющие активами Керимова, — Мурат Алиев и Александр Штудхальтер (Alexander Studhalter), двое сыновей Штудхальтера
- ввели санкции против 28 юридических лиц, среди которых: российская кампания «Миландр» (Milandr), занимавшаяся закупками микроэлектроники по всему миру; связанная с Кримовым цепочка кампаний в Швейцарии, Германии, Испании, Франции, а также на Кипре
- арестовали 8 самолётов, принадлежащих связанной с Керимовой авиакомпании Emperor Aviation, базирующейся на Мальте.

ЕС ввёл санкции против Воздушно-космических сил Корпуса стражей исламской революции, Qods Aviation Industries, командующего Корпусом стражей исламской революции Хоссейна Салами и командующего ВКС КСИР Амира-Али Хаджизаде.

### 15 ноября 2022 года
США ввели санкции против иранского исследовательского центра Shahed Aviation Industries — разработчика и производителя БПЛА серии Shahed, а также компании Success Aviation Services FZC и i Jet Global DMCC, которых они считают ответственными за транспортировку оружия в Россию. Кроме того, санкции были введены против Аббаса Джума и Тиграна Срабионова, через которых, по сведениям Вашингтона, иранские дроны получала российская ЧВК Вагнера.

### 16 ноября 2022 года
Канада ввела санкции против 6 физических и 2 юридических лиц из Ирана, среди которых: Shahed Aviation Industries, Qods Aviation Industries, Сейед Яхья Сафави, Сейед Ходжатолла Курейши, Саид Агаджани, Али Азади.

### 17 ноября 2022 года
Украина ввела меры по защите своей финансовой системы, которые включают:
- недопущение к руководству и управлению субъектами первичного финансового мониторинга лиц, являющихся гражданами РФ и Беларуси
- расширение перечня высокорисковых клиентов субъектов первичного финансового мониторинга гражданами и юридическими лицами, являющимися резидентами государства, осуществляющего вооружённую агрессию против Украины (кроме граждан России и/или Беларуси, которым предоставлен статус участника боевых действий после 14 апреля 2014 года)
- установление долга для субъектов первичного финансового мониторинга отчитываться в Госфинмониторинг о пороговых операциях (400 тысяч гривен и более) с субъектами, связанными с Россией и/или Беларусью.

### 21 ноября 2022 года
Новая Зеландия ввела санкции против:
- 22 человек, среди которых: дочери Путина Мария Владимировна Воронцова и Катерина Владимировна Тихонова; жена и дети пресс-секретаря Путина Дмитрия Пескова; председатель Центрального банка Эльвира Сахипзадовна Набиуллина; а также жена и сын президента Беларуси Александра Лукашенко
- 4 предприятий, имеющих экономическое или стратегическое значение для России в нефтегазовом, металлургическом и транспортном секторах, а также в системах радиолокации и электронного оборудования.

### 22 ноября 2022 года
Канада распространила санкции ещё на 22 белорусских чиновника, а также на 16 белорусских компаний, занимающихся военным производством, технологиями, машиностроением, банковским делом и железнодорожным транспортом.
Германия приняла решение не приглашать Россию на ежегодную Мюнхенскую конференцию по безопасности, которая должна была состоятся в феврале 2023 года.

### 23 ноября 2022 года
Швейцария окончательно присоединилась к восьмому пакету санкций ЕС.
Андорра присоеднилась к реасшиению и изменению санкций ЕС от 21 июля, 4 августа, 1 сентября, 14 сентября, 6 октября, 20 октября и 14 ноября.

### 25 ноября 2022 года
Албания, Босния и Герцеговина, Исландия, Лихтенштейн, Норвегия, Северная Македония, Украина и Черногория присоединились к санкциям ЕС против причастных к поставкам иранских дронов России, введённым 14 ноября 2022 года.

### 30 ноября 2022 года
Великобритания ввела санкции против 22 человек, среди которых: глава Центральной избирательной комиссии России Элла Памфилова, директор ФСИН Аркадий Гостев, вице-премьер Денис Мантуров, губернаторы девяти российских регионов, в том числе граничащих с Украиной Ростовской области Василия Голубева и Белгородской области — Вячеслава Гладкова, несколько глав региональных военкомов.

### 1 декабря 2022 года
Украина ввела санкции против 16 деятелей Украинской православной церкви (Московского патриархата), среди которых: бизнесмен и протодиякон Вадим Новинский; митрополит Вышгородский и Чернобыльский, викарий Киевской митрополии, наместник Свято-Успенской Киево-Печерской лавры Павел (Лебедь); митрополит Симферопольский и Крымский Лазарь (Швец); епископ Бахчисарайский, викарий Симферопольской епархии Каллиник (Чернышёв); епископ Джанкойский и Раздольненский Алексий (Овсянников); архиепископ Ровеньковский и Свердловский Аркадий (Таранов); митрополит Изюмский и Купянский Елисей (Иванов); митрополит Роменский и Бурынский Иосиф (Масленников); епископ Коктебельский, 
викарий Феодосийской епархии Агафон (Опанасенко); митрополит Феодосийский и Керченский Платон (Удовенко).

### 2 декабря 2022 года
Президент Сербии Александр Вучич заявил, что никто не может обойти санкции ЕС против России через Сербию, а также, что сербские государственные органы «задержали людей из компаний, которые были причастны к обходу санкций против Российской Федерации».
Постоянный комитет Бернской конвенции об охране дикой фауны и флоры и природных сред обитания принял решение активно противодействовать избранию любых возможных белорусских кандидатов на роль члена Бюро, председателя или заместителя председателя, председателя любой группы экспертов, рабочей группы, а также поручать им представлять Постоянный комитет в любых обстоятельствах.

### 3 декабря 2022 года
Канада внесла в санкицонные списки 4 человек и 5 организаций, в том числе Safiran Airport Services — иранскую коммерческую и грузовую авиакомпанию, «координировавшую полеты российских военных самолётов между Ираном и Россией, через которые иранский режим переправлял смертоносные беспилотные летательные аппараты (БПЛА), произведенные в Иране», а также дочернюю компанию Кооперативного фонда Корпуса стражей исламской революции (КСИР) Baharestan Kish Company, которая заключала соглашения с мобилизационными силами сопротивления Basij Resistance Mobilization Force и КСИР о предоставлении исследовательских услуг в технологическом секторе, включая разработку БПЛА серии Shahed.

### 7 декабря 2022 года
США внесли 14 организаций в список экспортного контроля за поддержку российской военной или оборонно-промышленной базы, среди них: латвийская компания Fiber Optic Solutions, производящая волоконно-оптические гироскопы и другое оборудование; российская АО Kraftway Corporation PSC, которая называет себя одной из крупнейших российских ИТ-компаний; АО «Научно-исследовательский центр электронных вычислительных машин», ООО «Файберсенс» и НПП «Оптолин», АО ПКК «Миландр»; ООО «Миландр ЭК»; АО «ИКС Миландр»; Милур ИС, ООО; (ООО) Микроэлектронный производственный комплекс (МПК) Миландр; и АО «Росэлектроника» и Milur SA со штаб-квартирой в Швейцарии.
Парламенсткая ассамблея Организации черноморского экономического сотрудничества отказалась утверждать мандаты новых членов российской делегации.

### 9 декабря 2022 года
Великобритания ввела санкции против: Валентина Опарина — следователя по делу украинских активистов Олега Сенцова и Александра Кольченко; офицеров ФСБ Андрея Тишенина и Артура Шамбазова, предположительно причастных к пыткам активиста Майдана Александра Костенко; Олега Ткаченко — прокурора на процессе по делу Сенцова; Рамиля Ибатуллина — командира 90-й танковой дивизии за его роль в российском полномасштабном вторжении на Украину.
Канада ввела санкции против 33 действующих или бывших российских чиновников и шести организаций за нарушение прав граждан России, протестовавших против вторжения на Украину.
США ввели санкции против:
- Воздушно-космических сил России, 24-го Государственного центра беспилотной авиации Минобороны и Командования военно-транспортной авиации
- всех членов Центральной избирательной комиссии РФ
- компании по производству в России анимационных фильмов «КиноАтис»
- четверых причастных к процессу «фильтрации» украинских граждан на оккупированных Россией территориях — чиновников администрации президента РФ Олега Нестерова и Евгения Кима, россиянки Марины Середы, сотрудничавшей с так называемым "министерством внутренних дел «ДНР», и боевика так называемой «ДНР» Алексея Муратова
- наемника батальона «Ахмат» Очура-Суге Монгуша, который нанес увечья украинскому военнопленному, и чиновницы из Краснодарского края Людмилы Зайцевой, управление которой отчитывалось об усыновлении в России более тысячи детей из Мариуполя.

Латвия запретили въезд бывшему ведущему телеканала «Дождь» Алексею Коростелеву.
Литва лишила предполагаемую мать детей министра обороны РФ Сергея Шойгу Елену Каминскас (Шебунову) вида на жительство и права въезжать в страну на пять лет, а в страны Шенгенской зоны — на три года.

### 10 декабря 2022 года
Австралия ввела дополнительные адресные финансовые санкции в отношении 3 иранцев и 1 иранского предприятия за поставку беспилотников в Россию для использования их против Украины.

### 11 декабря 2022 года
Украина ввела санкции против 7 клириков Украинской православной церкви (Московского патриархата), среди которых: митрополит Запорожский и Мелитопольский Лука (Коваленко), митрополит Луганский и Алчевский Пантелеимон (Поворознюк), митрополит Бориспольский и Броварской Антоний (Паканич), митрополит Черновицкий и Буковинский Мелетий (Егоренко), архиепископ Константиновский, викарий Горловской епархии Паисий (Шинкарёв), настоятель Свято-Успенского кафедрального собора в Херсоне Алексей (Федоров) и настоятель Мелитопольского Свято-Савинского мужского монастыря Иоанн (Прокопенко). Также она разорвала соглашение с Беларусью об избежании двойного налогообложения и предотвращении уклонения от уплаты налогов по налогам на доходы и имущество.

### 12 декабря 2022 года
ЕС ввёл санкции против 4 физических и 4 юридических лиц из Ирана за подрыв или угрозу территориальной целостности суверенитета и независимости Украины.
Новая Зеландия ввела санкции против 23 россиян, среди которых: генеральный директор Первого канала Константин Эрнст, министр цифрового развития, связи и массовых коммуникаций Максут Шадаев и ключевые сотрудники российских СМИ, включая агентство «ИнфоРос», издание SouthFront и «Фонд стратегической культуры».
Литва лишила гражданства республики бизнесмена Адольфоса Каминскаса — супруга Елены Каминскас (Шебуновой), предполагаемой матери двух внебрачных детей министра обороны РФ Сергея Шойгу.

### 13 декабря 2022 года
Великобритания ввела санкции против 12 российских военачальников, причастных к ракетным ударам по украинским городам, а также против иранских бизнесменов, участвующих в производстве и поставке военных беспилотников, которые использовались в этих атаках.

### 15 декабря 2022 года
США ввели санкции против:
- олигарха Владимира Потанина, вице-премьеров правительства РФ Андрея Белоусова и Дмитрия Чернышенко, а также 29 российских губернаторов и «главы» назначенного Россией «правительства» Херсонской области Андрей Алексеенко
- компаний Потанина — холдинга «Интеррос» и Росбанка
- яхт Потанина
- 17 дочерних структур ВТБ.

Канада возобновила санкции против турбин компании Siemens для обеспечения работы российского газопровода Nord Stream.
Группа «Эгмонт» приняла решение:
- Отменить обязанность Росфинмониторинга по проведению заседаний;
- Отозвать официальные руководящие, консультативные и представительские должности Росфинмониторинга;
- Отозвать у Росфинмониторинга право физического присутствия на заседаниях и права участия в проектах. Росфинмониторингу будет разрешено присутствовать на заседаниях виртуально только в том случае, если такая возможность предоставлена организатором таких заседаний;
- Расторгнуть соглашение о неденежной поддержке со стороны Росфинмониторинга Секретариату ЭГ;
- Отложить взносы в натуральной форме от имени Росфинмониторинга;
- Отложить корпоративные обязательства Росфинмониторинга в надежде, что выплаты возобновятся, когда текущий кризис завершится.